# فردریک روفن گوپورو
فردریک روفن گوپورو (فرانسوی: Frédéricque Rufin Goporo‎؛ زادهٔ ۸ اوت ۱۹۶۶) بازیکن بسکتبال اهل جمهوری آفریقای مرکزی بود. وی در بازی‌های المپیک تابستانی ۱۹۸۸ شرکت کرده‌است.